# Rumex pratensis
Rumex pratensis är en slideväxtart som beskrevs av Mert. & Koch. Rumex pratensis ingår i släktet skräppor, och familjen slideväxter. Inga underarter finns listade i Catalogue of Life.